# Aldona Orman
Aldona Orman (ur. 29 września 1968 w Przedborzu) – polska aktorka filmowa i teatralna.

## Życiorys

### Wykształcenie
Ukończyła I Liceum Ogólnokształcące im. KEN w Końskich. W 1991 ukończyła studia na Wydziale Lalkarskim filii PWST we Wrocławiu.

### Kariera aktorska
W 1989 zadebiutowała w Teatrze Polskim we Wrocławiu w roli Marfy Jegorowny Babakiny w Iwanowie Antoniego Czechowa. Od 1992 do 1996 występowała na deskach teatrów w Niemczech: Labor Theater w Monachium, Pathos Transport Theater oraz Maodernes Theater.
Po powrocie do Polski dołączyła do zespołu warszawskiego Teatru Kwadrat (1998–2012). Występowała również w Teatrze Polskim we Wrocławiu (1989), Teatrze Ludowym w Krakowie (1995) oraz Atlantis w Warszawie (2004). Od 2017 jest aktorką Teatru Komedia w Warszawie.
Znana jest z ról w serialach: Klan, Barwy szczęścia, Na dobre i na złe, Glina i Pierwsza miłość.

### Życie prywatne
Ze związku z przedsiębiorcą Edmundem Boruckim ma córkę Idalię Orman-Borucką (ur. 2008). W październiku 2023 poinformowała o przejściu serii operacji wywołanych pęknięciem czterech tętniaków w mózgu.
Angażuje się w akcje charytatywne, szczególnie pomocy dzieciom. Od wielu lat współpracuje z Fundacją „Dziecięca Fantazja”.

## Filmografia
- Lata i dni (1997) jako Sandra
- Życie jak poker (1998–1999) jako Sandra
- Trędowata (1999) jako Michalina Ćwilecka
- Klan (2000–2004, od 2012) jako Barbara Milecka
- Adam i Ewa (2000–2001)
- Twarze i maski (2000) jako dziennikarka telewizyjna przeprowadzająca wywiady
- Słoneczna włócznia (2000) jako matka Artura na zdjęciach (odc. 10)
- Quo vadis (2001) jako Nigidia
- Tygrysy Europy 2 (2003) jako Jola Krasucka
- Defekt (2003) jako Jolanta Wołczyn
- Zaginiona (2003) jako partnerka Maćka na balu w Krakowie
- Czwarta władza (2004) jako dyrektorka lecznicy rządowej
- Stacyjka (2004) jako Panna Zając
- Śpiewania na wezwanie (2003) jako Pamela Zając
- Święta polskie: Długi weekend (2004) jako Renata
- Czego się boją faceci, czyli seks w mniejszym mieście (2005)
- Plebania (2003–2004) jako Wiola
- Pierwsza miłość (2004–2006) jako Anna Świętochowicz
- Odwróceni (2006) jako Zuza
- Kryminalni (2006) jako Danuta Malak
- Święta wojna (2006) jako Beta
- Glina (2003; 2008) jako psycholog Janowska
- I kto tu rządzi? (2008–2009) jako Olga Kamińska
- Przeznaczenie (2008–2009) jako prokurator Marta Lichota
- Ojciec Mateusz (2010) jako Olga Wiercińska
- Wojna żeńsko-męska (2010) jako żona Wojtka
- Barwy szczęścia (2011–2014, 2016) jako Konstancja
- Niebo (2012) jako Marylin Monroe
- Ja to mam szczęście! (2012) jako sąsiadka (odc. 10)
- Komisarz Alex (2012) jako Sylwia (odc. 19)
- Cud narodzin (2012) jako sąsiadka
- Na dobre i na złe (2013–2015) jako Krystyna Kraśnicka
- O mnie się nie martw (2015) jako Natalia
- Na układy nie ma rady (2017) jako reporterka
- Policjantki i policjanci (2017) jako matka podkomisarz Karoliny Rachwał
- Ultraviolet (2017) jako Katarzyna Kmiecik (odc.3)
- Dziewczyny ze Lwowa (2015) jako Jola
- Politycy w przedszkolu (2017) jako Katarzyna Lubnauer
- Ślepnąc od świateł (2018) jako żona Jacka
- Archiwista (2020) jako H. Bogucka
- Uzdrowisko (2020) jako Adrianna
- Korona królów Jagiellonowie (2022) jako Hanna Kobylańska

## Teatr
- 1989: Iwanow jako Babakina Marfa Jegorowna
- 1991: Osmędeusze jako Katakumbowa
- 1991: Król Lear jako Goneryla
- 1995: Cud w Alabamie jako Kate
- 1998: Wszystko w rodzinie jako pielęgniarka oddziałowa
- 1999: Nie teraz kochanie jako panna Tipdale
- 2003: Okno na parlament jako Jane
- 2003: Sługa dwóch panów jako Kolombina
- 2003: Dekorator jako Jane
- 2004: Fircyk w zalotach jako Podstolina
- 2017: Interes Życia jako Sybil Brunt
- 2021: Quiz jako Claudia, Lucy, prezenterka, dziennikarka,

Źródło.